# Kodjo Adjassou
Kodjo Adjassou (Lomé, c. 1990 - Sídney, 3 de mayo de 2014) fue un futbolista togolés que jugaba en la demarcación de delantero.

## Biografía
En 2008 debutó como futbolista con el Coffs Coast Tigers FC, donde jugó por una temporada. Durante su estancia en el club ganó la bota de oro en la North Coast Football de 2010 al meter 38 goles en una temporada, y la bota de plata una temporada antes con 24 goles. También fue elegido el mejor futbolista del año en la competición en 2009 y en 2010. Al finalizar el año fichó por el Bankstown Berries FC, jugando los tres años siguientes. Finalmente en 2014 fue traspasado al Bankstown City FC, último club en el que jugó hasta la fecha de su muerte. Falleció el 3 de mayo de 2014 en Sídney en un partido que enfrentaba a su equipo contra el Spirit FC, cayendo desplomado al terreno de juego y falleciendo en el acto tras un ataque al corazón a los 24 años de edad.

## Clubes
| Club                  | País      | Año         |
| --------------------- | --------- | ----------- |
| Coffs Coast Tigers FC | Australia | 2008 - 2010 |
| Bankstown Berries FC  | Australia | 2010 - 2014 |
| Bankstown City FC     | Australia | 2014        |

## Palmarés

### Distinciones individuales
| Título                                              | Club                  | País      | Año  |
| --------------------------------------------------- | --------------------- | --------- | ---- |
| Bota de Plata en la North Coast Football            | Coffs Coast Tigers FC | Australia | 2009 |
| Mejor futbolista del año en la North Coast Football | Coffs Coast Tigers FC | Australia | 2009 |
| Bota de Oro en la North Coast Football              | Coffs Coast Tigers FC | Australia | 2010 |
| Mejor futbolista del año en la North Coast Football | Coffs Coast Tigers FC | Australia | 2010 |